# Prevenção em Direito
Prevenção, em Direito, ocorre quando, concorrendo dois ou mais juízes igualmente competentes ou com jurisdição cumulativa, um deles tiver antecedido aos outros na prática de algum ato do processo ou de medida a este relativa.
A ideia de prevenção surgiu da necessidade de que processos que guardem relação uns com os outros tenham decisões compatíveis entre si. Afinal, sem a existência da prevenção, algumas situações possibilitariam a análise de demandas idênticas ou intrinsecamente relacionadas e dependentes por juízos diferentes, por exemplo:
- em casos de competência territorial concorrente, como ocorre em relações consumo, já que o consumidor pode optar por propor uma ação de acordo com o seu domicílio ou do fornecedor;
- existência de mais de uma vara em um mesmo foro com a mesma especialização. Por conseguinte, caso não houvesse uma regra que fixasse a competência em apenas uma delas, seria possível a existência de decisões conflitantes sobre um mesmo litígio.[2]

1. ↑  NUCCI, Guilherme de Souza (2006). Manual de Direito Penal. 2ª ed. São Paulo: Editora Revista dos Tribunais
2. ↑  Jannis, André (16 de agosto de 2018). «Prevenção do juízo na repropositura da demanda conforme o Novo CPC». Blog do SAJ ADV: planilhas, Novo CPC, marketing e gestão na advocacia. Consultado em 2 de fevereiro de 2020